# Olympische Sommerspiele 1948/Schwimmen – 100 m Freistil (Männer)
Der Schwimmwettkampf über 100 Meter Freistil der Männer bei den Olympischen Spielen 1948 in London wurde am 30. und 31. Juli ausgetragen. Der US-Amerikaner Walter Ris wurde Olympiasieger. Silber ging an Alan Ford, ebenfalls aus den Vereinigten Staaten, und Bronze an den Ungarn Géza Kádas.

## Rekorde
Vor Beginn der Olympischen Spiele waren folgende Rekorde gültig.
| Weltrekord         | 55,4 s | Alan Ford        | New Haven, Vereinigte Staaten | 29. Juni 1948  |
| Olympischer Rekord | 57,5 s | Taguchi Masaharu | Berlin, Deutschland           | 8. August 1936 |

Folgende neue Rekorde wurden aufgestellt:
| Olympischer Rekord | 57,3 s | Walter Ris | Finale |

## Ergebnisse

### Vorläufe
Die zwei schnellsten Athleten pro Lauf qualifizierten sich für das Halbfinale. Darüber hinaus kamen die vier Zeitschnellsten weiter.
Lauf 1
| Rang | Athlet           | Nation     | Zeit       | Anm. |
| ---- | ---------------- | ---------- | ---------- | ---- |
| 1    | Alex Jany        | Frankreich | 58,1 s     |      |
| 2    | Bruce Bourke     | Australien | 59,1 s     |      |
| 3    | Elemér Szathmáry | Ungarn     | 59,7 s     |      |
| 4    | Olle Johansson   | Schweden   | 1:01,0 min |      |
| 5    | Plauto Guimarães | Brasilien  | 1:03,7 min |      |
| 6    | Isidoro Pérez    | Spanien    | 1:04,0 min |      |
| 7    | Isaac Mansoor    | Indien     | 1:06,4 min |      |

Lauf 2
| Rang | Athlet           | Nation             | Zeit       | Anm. |
| ---- | ---------------- | ------------------ | ---------- | ---- |
| 1    | Keith Carter     | Vereinigte Staaten | 58,7 s     |      |
| 2    | Per-Olof Olsson  | Schweden           | 59,0 s     |      |
| 3    | Zoltán Szilárd   | Ungarn             | 59,8 s     |      |
| 4    | Manuel Guerra    | Spanien            | 1:00,7 min |      |
| 5    | Augusto Cantón   | Argentinien        | 1:01,8 min |      |
| 6    | Nicasio Silverio | Kuba               | 1:02,0 min |      |
| 7    | Pat Kendall      | Großbritannien     | 1:02,1 min |      |
| 8    | Dilip Mitra      | Indien             | 1:06,9 min |      |

Lauf 3
| Rang | Athlet               | Nation     | Zeit       | Anm. |
| ---- | -------------------- | ---------- | ---------- | ---- |
| 1    | Géza Kádas           | Ungarn     | 58,2 s     |      |
| 2    | Alberto Isaac        | Mexiko     | 1:00,1 min |      |
| 3    | Warren Boyd          | Australien | 1:00,4 min |      |
| 4    | Ali Mustafa Baghdady | Ägypten    | 1:02,4 min |      |
| 5    | Eric Jubb            | Kanada     | 1:02,8 min |      |
| 6    | Sachin Nag           | Indien     | 1:03,8 min |      |

Lauf 4
| Rang | Athlet                     | Nation       | Zeit       | Anm. |
| ---- | -------------------------- | ------------ | ---------- | ---- |
| 1    | Horacio White              | Argentinien  | 1:00,2 min |      |
| 2    | Aram Boghossian            | Brasilien    | 1:00,9 min |      |
| 3    | Jesús Domínguez            | Spanien      | 1:01,3 min |      |
| 4    | Dorri El-Said              | Ägypten      | 1:02,5 min |      |
| 5    | Fernand Martinaux          | Frankreich   | 1:04,2 min |      |
| 6    | Panagiotis Hatzikyriakakis | Griechenland | 1:07,4 min |      |

Lauf 5
| Rang | Athlet           | Nation             | Zeit       | Anm. |
| ---- | ---------------- | ------------------ | ---------- | ---- |
| 1    | Walter Ris       | Vereinigte Staaten | 58,1 s     |      |
| 2    | Ronald Stedman   | Großbritannien     | 1:01,3 min |      |
| 3    | Henri Padou Jr.  | Frankreich         | 1:01,5 min |      |
| 4    | Sérgio Rodrigues | Brasilien          | 1:01,6 min |      |
| 5    | Wu Chuanyu       | China              | 1:03,5 min |      |
| 6    | Derek Oatway     | Bermuda            | 1:08,6 min |      |

Lauf 6
| Rang | Athlet                    | Nation             | Zeit       | Anm. |
| ---- | ------------------------- | ------------------ | ---------- | ---- |
| 1    | Alan Ford                 | Vereinigte Staaten | 59,2 s     |      |
| 2    | Taha Youssef El-Gamal     | Ägypten            | 59,7 s     |      |
| 3    | Martin Lundén             | Schweden           | 1:00,2 min |      |
| 4    | Peter Salmon              | Kanada             | 1:01,0 min |      |
| 5    | Ari Friðbjörn Guðmundsson | Island             | 1:01,6 min |      |
| 6    | Trevor Harrop             | Großbritannien     | 1:02,3 min |      |
| 7    | Raúl García               | Kuba               | 1:02,5 min |      |
| 8    | Walter Schneider          | Schweiz            | 1:05,1 min |      |

### Halbfinale
Die drei schnellsten Athleten pro Lauf qualifizierten sich für das Halbfinale. Darüber hinaus kamen die zwei Zeitschnellsten weiter.
Lauf 1
| Rang | Athlet                | Nation             | Zeit       | Anm. |
| ---- | --------------------- | ------------------ | ---------- | ---- |
| 1    | Keith Carter          | Vereinigte Staaten | 57,6 s     |      |
| 2    | Alex Jany             | Frankreich         | 57,9 s     |      |
| 3    | Zoltán Szilárd        | Ungarn             | 59,6 s     |      |
| 4    | Taha Youssef El-Gamal | Ägypten            | 59,9 s     |      |
| 5    | Bruce Bourke          | Australien         | 1:00,0 min |      |
| 6    | Martin Lundén         | Schweden           | 1:00,2 min |      |
| 7    | Alberto Isaac         | Mexiko             | 1:00,4 min |      |
| 8    | Aram Boghossian       | Brasilien          | 1:01,0 min |      |

Lauf 2
| Rang | Athlet           | Nation             | Zeit       | Anm. |
| ---- | ---------------- | ------------------ | ---------- | ---- |
| 1    | Walter Ris       | Vereinigte Staaten | 57,5 s     |      |
| 2    | Alan Ford        | Vereinigte Staaten | 57,8 s     |      |
| 3    | Géza Kádas       | Ungarn             | 58,0 s     |      |
| 4    | Per-Olof Olsson  | Schweden           | 59,1 s     |      |
| 5    | Horacio White    | Argentinien        | 1:00,4 min |      |
| 6    | Elemér Szathmáry | Ungarn             | 1:00,5 min |      |
| 7    | Ronald Stedman   | Großbritannien     | 1:01,0 min |      |
| 8    | Warren Boyd      | Australien         | 1:01,1 min |      |

### Finale
| Rang | Athlet                | Nation             | Zeit       | Anm. |
| ---- | --------------------- | ------------------ | ---------- | ---- |
| 1    | Walter Ris            | Vereinigte Staaten | 57,3 s     | OR   |
| 2    | Alan Ford             | Vereinigte Staaten | 57,8 s     |      |
| 3    | Géza Kádas            | Ungarn             | 58,1 s     |      |
| 4    | Keith Carter          | Vereinigte Staaten | 58,3 s     |      |
| 5    | Alex Jany             | Frankreich         | 58,3 s     |      |
| 6    | Per-Olof Olsson       | Schweden           | 59,3 s     |      |
| 7    | Zoltán Szilárd        | Ungarn             | 59,6 s     |      |
| 8    | Taha Youssef El-Gamal | Ägypten            | 1:00,5 min |      |